# لابثوس
لابثوس (باليونانية: Λάπηθος)‏ هي مدينة في قبرص.
يدعي علماء الآثار أن لابثوس أسسها الأخوان الآتشيان براكساندروس "Praxandros" وسيفيوس "Cepheus". ووفقًا لسترابو فإن المستوطنة القديمة لباثوس [الإنجليزية] القريبة قد أسسها الأسبرطيون.
ورد ذكر لابثوس في النقوش الآشورية كواحدة من إحدى عشرة مملكة قبرصية. وخلال الحكم الفارسي استقر الفينيقيون فيها لفترة. هزم بطليموس الأول آخر ملوكها المستقلين براكسيبوس "Praxippos" في عام 312 قبل الميلاد.
لامبوسا "Lambousa" هو الاسم المستخدم حاليًا للمدينة الرومانية القديمة على الساحل على بعد حوالي 3 كيلومتر (2 ميل) شمال لابثوس الحالية.

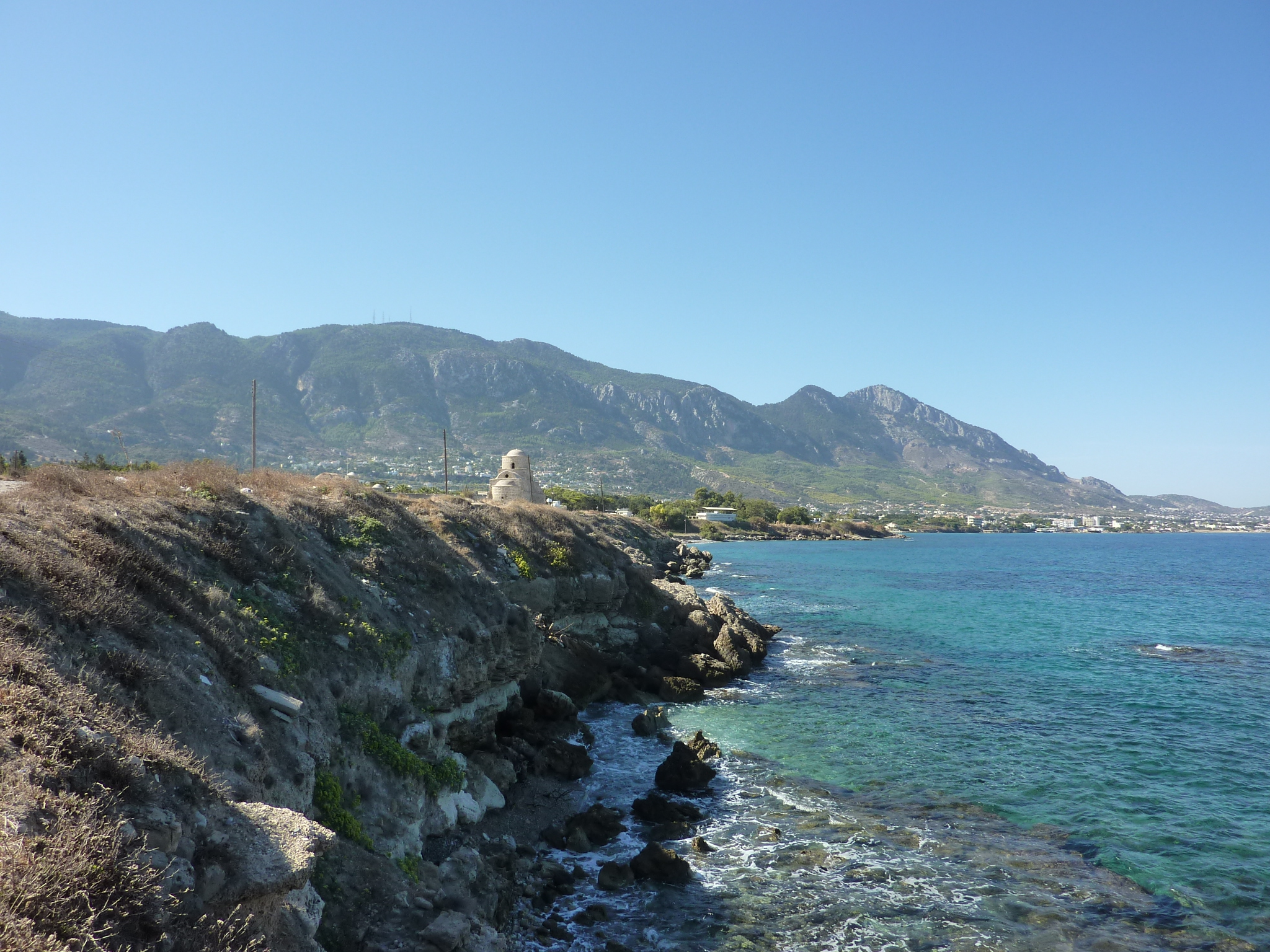
ساحل لابثوس

## شخصيات بارزة
- جورج القبرصي.

## روابط خارجية
- تاريخ لابثوس من قبل البلدية
- كنائس أبرشية لابثوس من قبل البلدية
- الزراعة والمحاصيل
- مدينة لابتا وتاريخها
- حول قرية لابتا